# Area 120
Area 120 é uma divisão da Google para incentivar a produção de novos produtos, ou seja, uma incubadora de projetos dos funcionários da Google . Essa divisão tem um trabalho parecido com ao Microsoft Garage, já que os dois são para desenvolvimento de projetos não oficiais da empresa e sim dos funcionários.
Atualmente existe um site para os usuários interessados a testar os aplicativos e funções da Area 120 , já que essas funções experimentais são testadas primeiro para após ser implementadas oficialmente em aplicativos ou a criação de um novo aplicativo, dependendo do nível de aprovação, a Google fornece um financiamento adicional.